# Cam Jurgens
Cameron „Cam“ Jurgens (geboren am 21. August 1999 in Beatrice, Nebraska) ist ein US-amerikanischer American-Football-Spieler auf der Position des Centers. Er spielte College Football für die University of Nebraska-Lincoln und wurde im NFL Draft 2022 in der zweiten Runde von den Philadelphia Eagles ausgewählt. Mit den Eagles gewann Jurgens den Super Bowl LIX.

## Highschool und College
Jurgens wuchs auf einer Farm außerhalb von Pickrell im Gage County in Nebraska auf und besuchte die Highschool in der nahegelegenen Kleinstadt Beatrice. Dort spielte er Football als Tight End, Linebacker und Punter, darüber hinaus spielte er Basketball und war in der Leichtathletik als Diskuswerfer und Kugelstoßer erfolgreich.
Ab 2018 ging Jurgens auf die University of Nebraska-Lincoln, um College Football für die Nebraska Cornhuskers zu spielen. Dort trainierte er neben der Position als Tight End auch als Center und wechselte später auf diese Position. Er kam in der Saison 2018 zu einem Einsatz als Tight End gegen die Troy Trojans, bevor er den Rest der Saison wegen einer Verletzung aussetzte und ein Redshirtjahr absolvierte. In der Saison 2019 war Jurgens bei den Cornhuskers Starter auf der Position des Centers, womit er als erster Freshman der Cornhuskers seit 1972 Stammspieler auf dieser Position war. Auch in den folgenden beiden Jahren war Jurgens Stammspieler für Nebraska. Insgesamt bestritt er in drei Saisons, darunter die wegen der COVID-19-Pandemie verkürzte Saison 2020, 31 Spiele für die Cornhuskers.

## NFL
Jurgens wurde im NFL Draft 2022 in der zweiten Runde an 51. Stelle von den Philadelphia Eagles ausgewählt. Dort sollte er langfristig Nachfolger des langjährigens Centers Jason Kelce werden. Daher kam er als Rookie kaum zum Einsatz und spielte in seiner ersten NFL-Saison lediglich bei 35 Snaps. Jurgens erreichte mit den Eagles den Super Bowl LVII, den sie gegen die Kansas City Chiefs verloren, stand dabei aber nicht auf dem Feld. Seine zweite NFL-Saison begann er nach dem Abgang von Isaac Seumalo als Stammspieler auf der Position des Right Guards, dabei verpasste er sechs Spiele verletzungsbedingt. In der Saison 2024 übernahm Jurgens nach Kelces Karriereende dessen Rolle als Center. Er wurde erstmals in den Pro Bowl gewählt und erreichte mit seinem Team den Super Bowl LIX, erneut gegen die Kansas City Chiefs, den sie mit 40:22 gewannen.

## Persönliches
Jurgens betreibt unter dem Namen Jurgy eine eigene Marke für Beef Jerky.